# Puente ferroviario del Chenab
El puente ferroviario [del río] Chenab (en inglés: Chenab Rail Bridge) es un puente de ferrocarril de India construido sobre el río Chenab, en el distrito de Reasi, en el Estado de Jammu y Cachemira. Es una estructura de acero y hormigón de  1315 m de longitud sobre la garganta del río. La estructura consta de un puente de acceso de  530 m de longitud y un puente de arco de tablero de 785 m de longitud. Con una altura de tablero de 359 m desde el lecho del río, este puente de arco es el puente ferroviario y el puente de arco con el vano más alto del mundo. Se encuentra entre Kauri y Bakkal, en la línea Jammu-Baramulla.
El puente se construyó con un costo de ₹ 14.860 millones (US$170 millones). El proyecto fue supervisado por Konkan Railway Corporation de la Indian Railways. Si bien el proyecto se aprobó en 2002, las obras de construcción comenzaron en 2017. Las cimentaciones de la base se completaron en noviembre de 2017 y el arco se construyó en abril de 2021. El puente se completó y se inauguró en agosto de 2022. Las primeras pruebas se realizaron en junio de 2024. El primer ministro Narendra Modi inaugurará el servicio ferroviario Vande Bharat entre Katra - Srinagar  el 19 de abril de 2025, que pasará por los puentes de Chenab y Anji Khad.

## Antecedentes y planificación
A finales de la década de 1970, el Gobierno de la India planeó construir una línea ferroviaria para conectar el distrito de Jammu con el valle de Cachemira. La línea conectaría Cachemira con el resto de la red ferroviaria india y contribuiría a la actividad económica de la región. También serviría como enlace estratégico con la región de Cachemira durante todo el año, ya que la carretera suele quedar cortada por las nevadas durante el invierno. Aunque la primera piedra del proyecto se colocó en 1983, la construcción no comenzó hasta mediados de la década de 1990, cuando se asignaron los fondos. La sección Jammu–Udhampur se inauguró en abril de 2005. Posteriormente, se construyó una línea ferroviaria entre Baramulla y Banihal en Cachemira en fases desde 2008 hasta 2013, y la planificada línea Jammu-Baramulla se extendería más allá de Srinagar para conectarse a la nueva línea. La sección entre Udhampur y Katra se abrió al tráfico en julio de 2014.
Mientras tanto, en 1997 se realizó un estudio para analizar la viabilidad de extender la línea ferroviaria desde Udhampur hasta Srinagar en el valle. La línea tendría que pasar por la cordillera Pir Panjal del Himalaya, lo que requeriría muchos túneles y puentes.  La línea entre Katra y Srinagar requirió cruzar una profunda garganta formada por el río Chenab. Se aprobó construir un puente ferroviario de gran altitud para cruzar el río entre Kauri y Bakkal, a unos 23 kilómetros (14,3 mi) al norte de Katra.

## Diseño
La Indian Railways asignó el proyecto de construcción del puente a Konkan Railway Corporation en nombre de Northern Railways. El puente fue declarado proyecto nacional debido a su importancia nacional para conectar Cachemira con las líneas existentes de los Ferrocarriles de la India. Los ferrocarriles Konkan invitó a la licitación para el proyecto en noviembre de 2003. El área estaba ubicada en una importante zona sísmica (zona V) con una geología fracturada, y en una zona propensa a los disturbios (ver: conflicto de Cachemira). WSP Finland fue el diseñador principal del puente, con Leonhardt, Andrä und Partner diseñando los arcos del puente y Vienna Consulting Engineers ayudando en el diseño de los pilones. El Indian Institute of Science ayudó con el estudio de la protección de la cimentación del puente.
Se planeó un puente de 1315 m con un costo de ₹ 14,86 mil millones (US$170 millones). El tablero principal del puente se planeó a una altura de 359 m sobre el lecho del río, lo que lo convirtió en el momento de su inauguración en el puente ferroviario y puente de arco más alto del mundo. El puente consta de dos partes: un puente de acceso de 530 m de largo y el puente de arco de plataforma de 785 m de largo. El puente de arco consiste en un diseño de arco de dos nervaduras y cajas de acero prefabricadas rellenas de hormigón utilizadas en los cordones de las celosías. El puente consta de 17 tramos, siendo el tramo principal de 467 m linealmente. Los tramos están sostenidos por pilonas de acero, la más alta de las cuales mide  133,7 m. La superestructura consta de 161 jácenas, cada una de 8 m de longitud y 8 mm de espesor. El puente tiene aproximadamente 13,5 m de anchura, y puede acomodar vías de ferrocarril dobles con una separación de 1,2 m en el centro.  La estructura principal del arco del puente pesa 10 619 toneladas y está sostenida por dos pilones sujetos por cables que miden 130 m y 100 m respectivamente.
El diseño y la construcción cumplen con varias normas y códigos nacionales e internacionales, incluidas las normas indias, las normas ferroviarias indias, las del Congreso de Carreteras de la India, las British Standards y las de la Unión Internacional de Ferrocarriles. El puente fue diseñado para tener una vida útil de 120 años y está diseñado para soportar velocidades ferroviarias de hasta 100 km/hh. El puente fue proyectado para soportar terremotos de hasta una magnitud de ocho en la escala de Richter, explosiones de alta intensidad equivalentes a unas 40 toneladas de TNT, temperaturas de hasta −20 C y velocidades del viento de hasta 266 kilómetros por hora (165,3 mph).

## Construcción y apertura

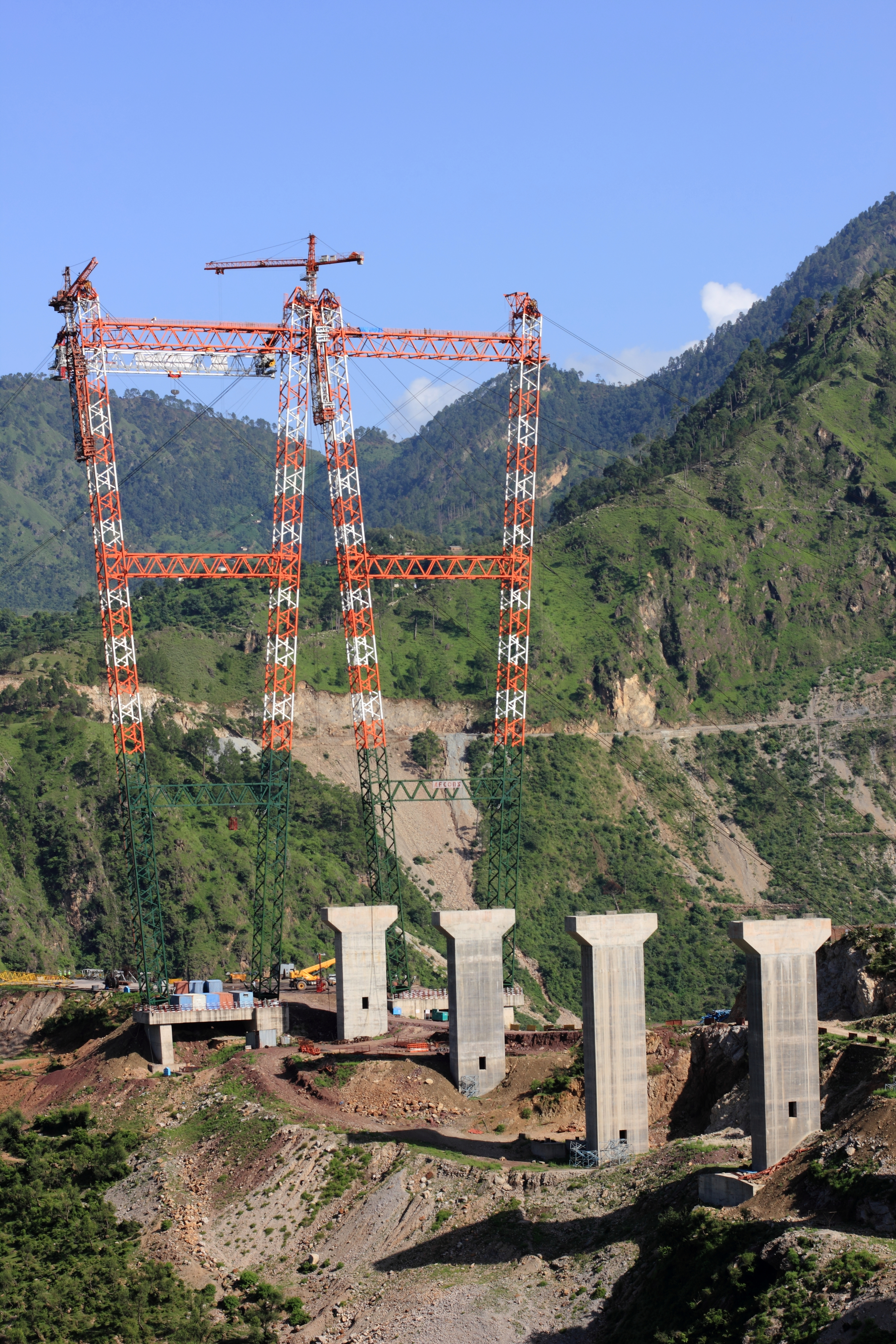
Pilares del puente de acceso en 2013

El contrato de construcción fue adjudicado a Chenab Bridge Project Undertaking, una empresa conjunta entre las empresas indias Afcons Infrastructure, VSL India y la empresa surcoreana Ultra Construction.Aunque el proyecto estaba inicialmente previsto para su finalización en 2009, la construcción se detuvo a finales de 2008 debido a preocupaciones con la seguridad y estabilidad del puente. El trabajo de construcción se reanudó en 2010, después de una modificación en el diseño del tramo principal. Los soportes de la base del puente se completaron en noviembre de 2017. La construcción avanzó activamente en 2018 con planes iniciales para completar el puente en mayo de 2019. Sin embargo, el progreso fue más lento de lo esperado y no se cumplieron varios plazos. Solo alrededor del 83% de la construcción se consideró completada para enero de 2020, con una inauguración planificada posterior en 2021. Los arcos se completaron en abril de 2021, con la nueva fecha límite fijada para 2022. El puente se finalizó por completo y se inauguró el 13 de agosto de 2022. En febrero de 2023, comenzó la colocación de vías ferroviarias en el puente, con el inicio del tráfico previsto para principios de 2024. Las pruebas a gran escala en toda la línea comenzaron en junio de 2024, y la fecha prevista de apertura al tráfico se pospuso hasta finales de 2024.

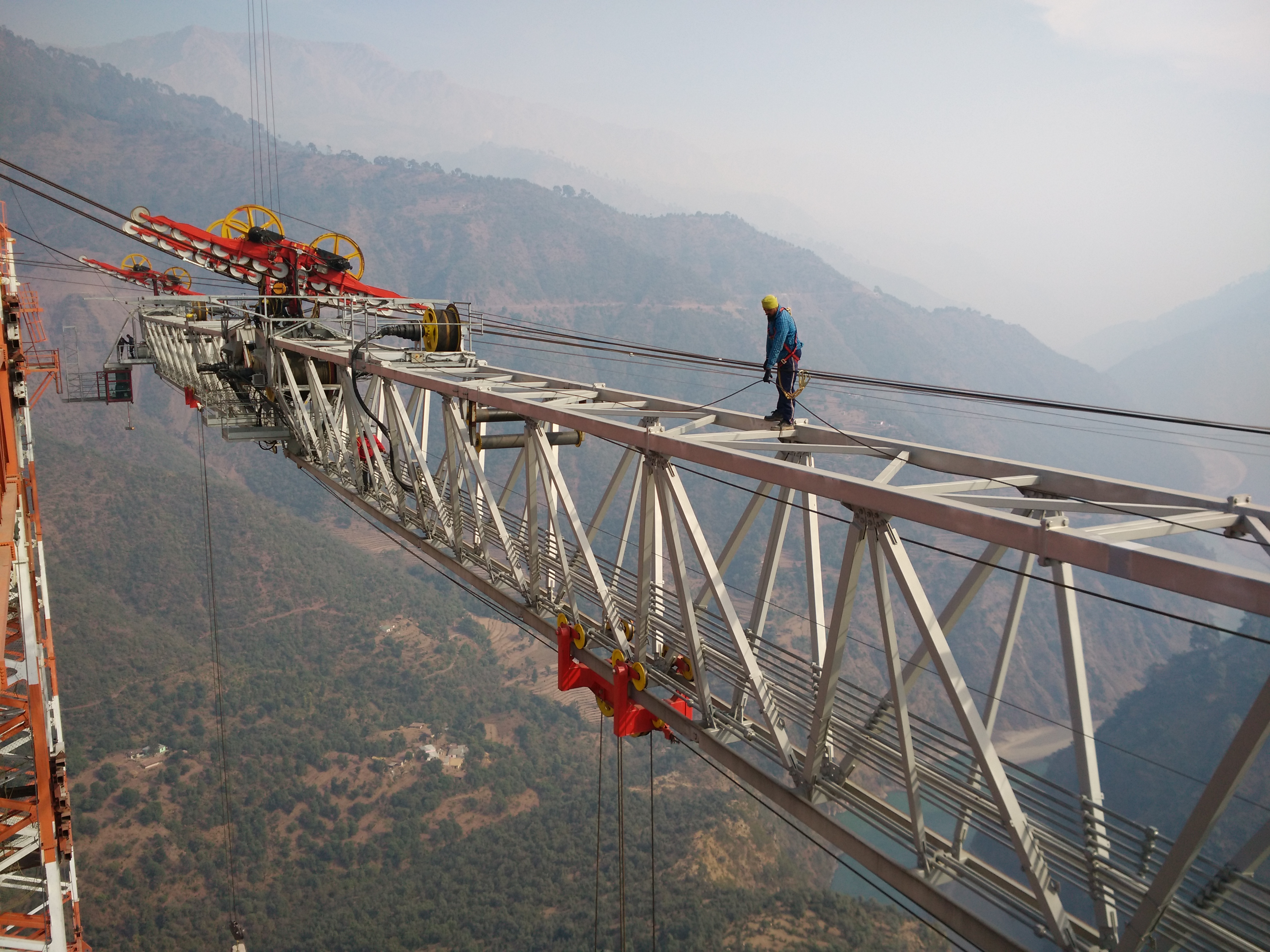
Vista aérea del puente Chenab durante la construcción del arco.

Los pilares del viaducto están hechos de hormigón autocompactante relleno en cajas de acero. La construcción utilizó alrededor de 28 660 toneladas de acero, 66 000 m³ de hormigón y 84 km de pernos y cables. El acero fue suministrado por la Steel Authority of India Limited. El cableado para el pilono fue instalado por Jochum Andreas Seiltransporte. Después de que se construyeron las columnas de acero, se utilizó una grúa Derrick para instalar las secciones del arco y los tramos del tablero en su posición, con cables temporales que los mantuvieron en su lugar. Se utilizaron pernos de agarre por fricción de alta resistencia especialmente diseñados para unir los dos extremos de los arcos del puente. Debido a la ubicación extrema del puente, se desarrolló un nuevo esquema de pintura resistente a la corrosión, con una vida útil más larga de aproximadamente 15 años, en comparación con los cinco a siete años de la mayoría de los demás puentes ferroviarios de la India. El contrato de pintura se adjudicó a AkzoNobel.
Como el sitio de construcción estaba ubicado en medio del Himalaya, la construcción implicó varios desafíos logísticos. Debido a la conectividad limitada, se establecieron talleres en lugares seleccionados a ambos lados del valle del río. La electricidad utilizada se generó localmente y el agua se transportó mediante tuberías desde el río. Las pruebas de la base, el viaducto y el arco fueron realizadas por las empresas británicas URS y COWI respectivamente. El análisis de estabilidad fue realizado por ITASCA junto con IIT Delhi.  el   análisis sísmico se realizó con IIT Delhi e IIT Roorkee. La Organización de Investigación y Desarrollo de Defensa (Defence Research & Development Organization)  ayudó a desarrollar la protección contra explosiones del puente.